# 神戸ファッションプラザ
神戸ファッションプラザ（こうべファッションプラザ）は兵庫県神戸市東灘区の六甲アイランドにある、ホテル、美術館、商業ビルで構成される複合商業施設の総称、ならびにこれの管理を行う企業（株式会社神戸ファッションプラザ）である。1997年に「神戸ローザンヌホテル」、「神戸ファッション美術館」、シネマコンプレックス「MOVIX 六甲」、専門店街「Rink」を擁してオープンした。直径50 m、高さ40 mの吹き抜けの「サン広場」を中心に各施設が連結する。
なお、六甲ライナーを挟んだ対面に「神戸ファッションマート」があるが、両者は互いにまったく関係ない。

## 概要
神戸ファッションプラザは、以下の施設で構成されている。
- ROKKO i PARK（地上1 - 9階） （旧Rink）
- 神戸ファッション美術館・神戸ゆかりの美術館（地上5階）
  - オルビスホール
- ホテルプラザ神戸（地上3・11 - 18階） （旧神戸ローザンヌホテル）
  - ガーデンチャペル

## 商業棟

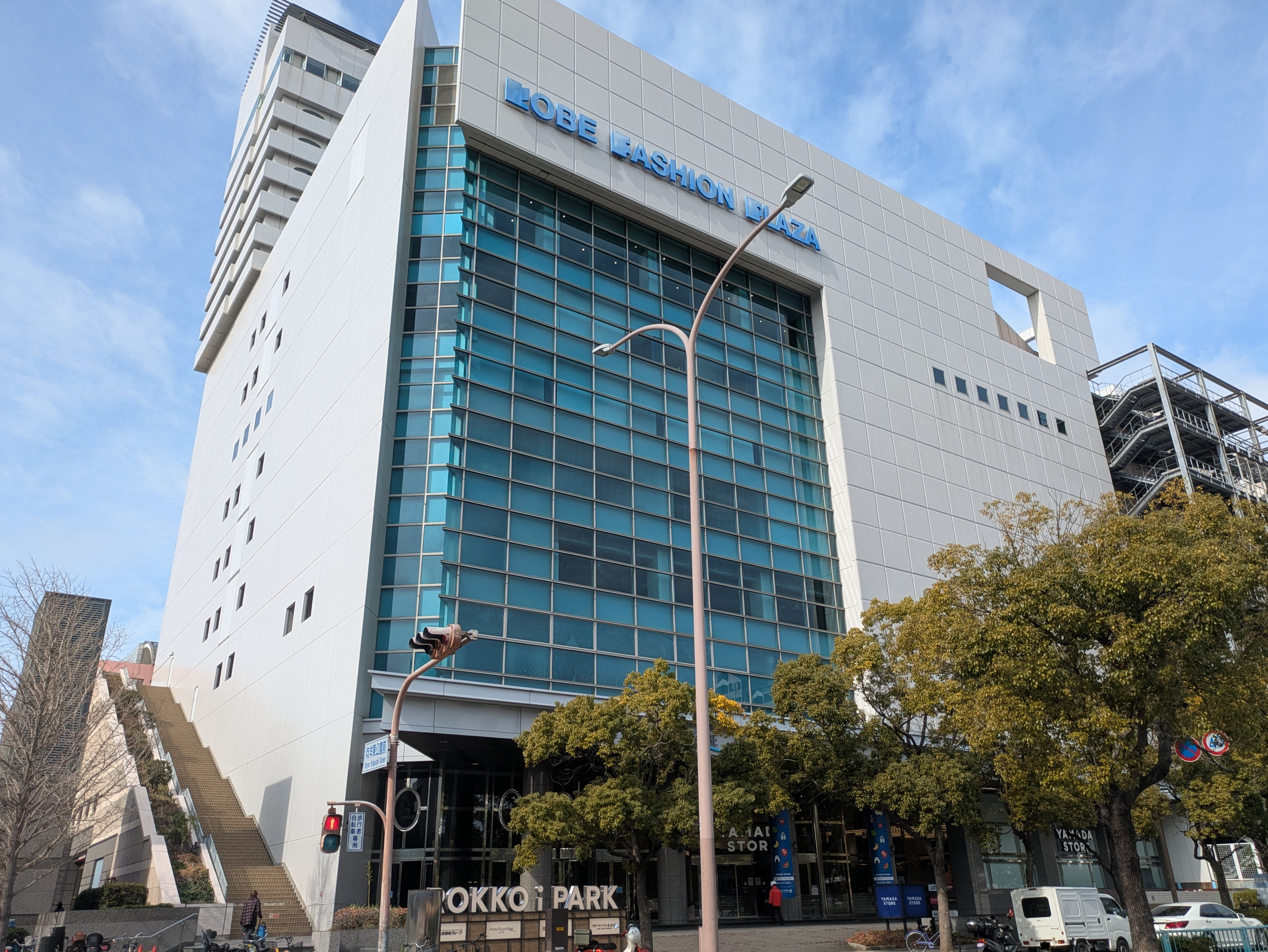
東側外観（2025年2月撮影）

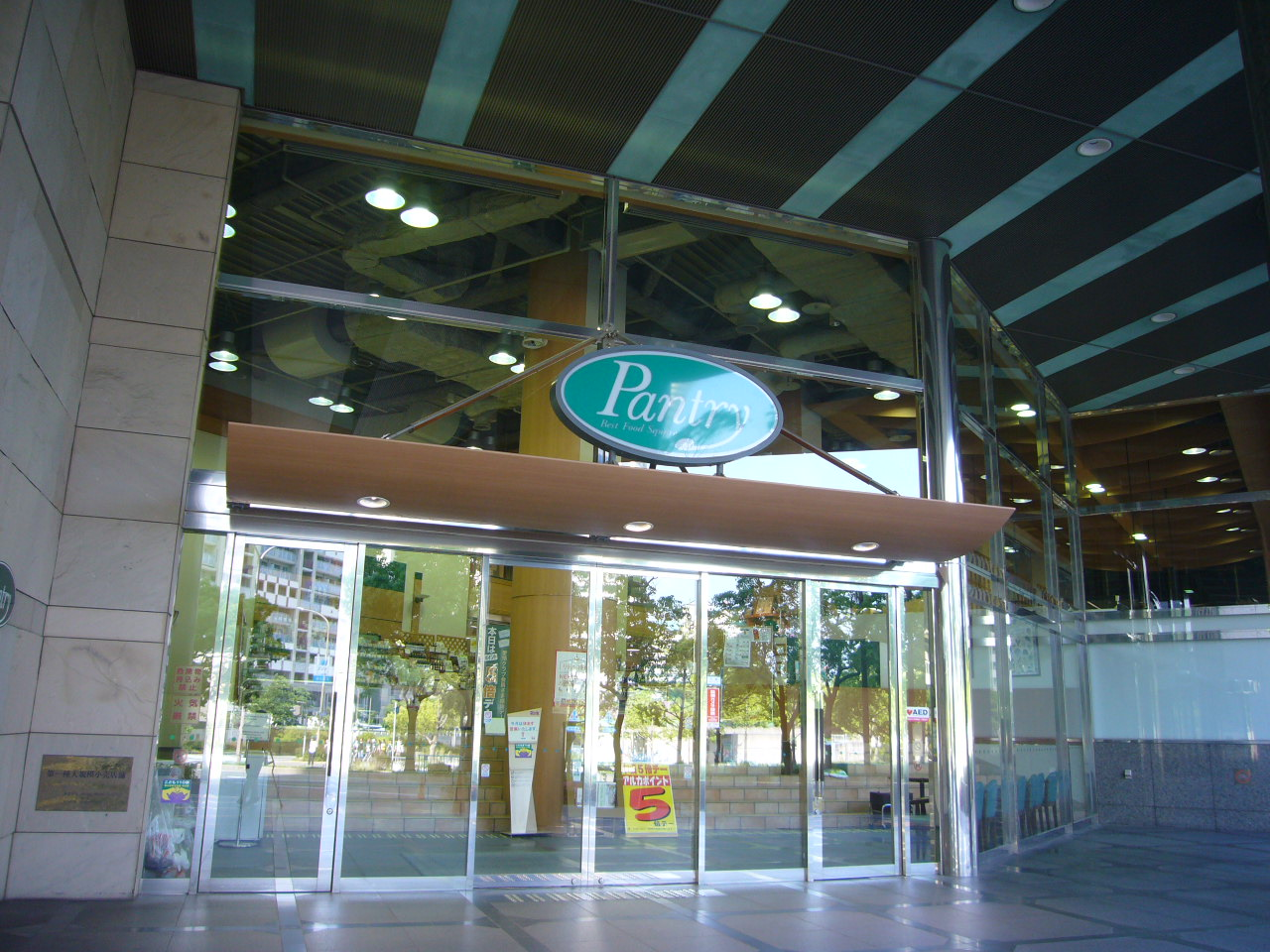
Rink1F（パントリー）出入口（2017年5月撮影）

開業当初は、ファッション・雑貨・インテリア・レストラン・シネマコンプレックスを中心とする85テナント以上からなる生活提案型専門店街「Rink」であったが、その後閉店が相次ぎ、2012年9月に3Fの一部と4F～9Fが閉鎖。2015年3月に3Fで唯一営業を継続していた二楽園神戸ファッションプラザ店が閉店し、2018年3月には2Fで唯一営業していたアルカスーパードラッグが閉店した。2F、3Fは店舗撤退後も2Fはトイレ、3Fはサン広場へ出る通路として使用されていた。2018年7月に1Fで唯一営業を継続していたパントリー六甲アイランド店が撤退したことにより、Rinkは全館閉鎖状態となった。同年11月には商業棟が公売にかけられていたことが明らかとなった（締切前に中止）。
2019年11月、産業廃棄物処理会社の大栄環境が商業棟を取得したことを発表し、六甲アイランド内で分散していた拠点を集約。空き区画にスーパー、ドラッグストア、飲食店などのテナントを誘致する方針を示した。2020年9月、大栄環境が6F、7Fに事務所を移転した。2021年4月より、3Fにテナントが入り始めている。
2023年5月26日に1F・2Fにスーパーのヤマダストアー、7月11日に8Fに大型スポーツエンターテインメント施設のKOBE Super Stadium（仮称）、10月20日に3Fに同行のキリン堂、5Fに工具店のファクトリーギア、10月30日に4FにDAISOとTHREEPPYが開業することが発表された。これらは2024年春の開業を予定しており、約6年ぶりに商業施設が復活することになる

。
2023年10月31日、商業施設の新しい名称が「ROKKO i PARK」に決定したことが発表された。

### フロア構成
以下は「ROKKO i PARK」の現在のテナントの一覧である。
| 階 | 店舗・企業                                                 | 開業時期              |
| -- | ---------------------------------------------------------- | --------------------- |
| 1F | YAMADA STORE（スーパーマーケット）                         | 2024年5月11日（予定） |
| 2F | YAMADA STORE（スーパーマーケット）                         | 2024年5月11日（予定） |
| 3F | BELLA（ネイルサロン）                                      | 2021年4月1日          |
| 3F | Vita Stile Golf -KOBE-（インドアゴルフ場）                 | 2022年8月15日         |
| 3F | 神戸市こべっこあそびひろば・六甲アイランド（屋内遊戯施設） | 2021年4月             |
| 3F | 小規模保育園 光の子グレイス（保育園）                      | 2021年4月1日          |
| 3F | りっくあかしあクラブ（児童発達支援・放課後等デイサービス） | 2022年2月             |
| 3F | コミュニティスペース・RICのわ（コミュニティスペース）      | 2021年10月1日         |
| 3F | キリン堂（ドラッグストア）                                 | 2024年3月1日          |
| 3F | B-Coffee -Kobe Belle-（カフェ）                            | 2024年3月（予定）     |
| 3F | -                                                          |                       |
| 3F | -                                                          |                       |
| 4F | DAISO / THREEPY（100円均一・雑貨）                         | 2024年2月29日         |
| 4F | -                                                          |                       |
| 4F | -                                                          |                       |
| 5F | GIGAファクトリーギアKOBE（上質工具）                       | 2024年3月1日          |
| 5F | 創造学園エディック（学習塾）                               | 2024年3月（予定）     |
| 5F | -                                                          |                       |
| 5F | -                                                          |                       |
| 6F | 大栄環境株式会社（オフィス）                               | 2020年9月7日          |
| 6F | KOBE Green Field（ESC動線内の展示スペース）                | 2024年3月1日          |
| 7F | 大栄環境株式会社（オフィス）                               | 2020年9月7日          |
| 7F | KOBE Green Field（ESC動線内の展示スペース）                | 2024年3月1日          |
| 8F | KOBE SUPER STADIUM（エンターテインメントスポーツ）         | 2024年3月1日          |
| 8F | KOBE Belle（カフェ）                                       | 2024年3月1日          |
| 9F | -                                                          | -                     |

なお、COVID-19の流行時には、ワクチンの集団接種会場が9階に設置されていた。
以下はRink時代の過去のフロア構成の一覧である。
| 階 | 以前のフロア名                               | 閉鎖時期          |
| -- | -------------------------------------------- | ----------------- |
| 1F | 食料品のフロア                               | 2018年7月         |
| 2F | ワイン・ドラッグ・書籍・文具のフロア         | 2018年7月         |
| 3F | レディースファッションのフロア               | 2012年9月（大半） |
| 4F | カジュアルファッションと雑貨のフロア         | 2012年9月         |
| 5F | リビングファッションと雑貨のフロア           | 2012年            |
| 6F | キッズファッションとアミューズメントのフロア | 2012年            |
| 7F | 家具アウトレットのフロア                     | 2011年            |
| 8F | レストランのフロア                           | 2012年            |
| 9F | シネマのフロア                               | 2011年            |

## 映画館（現在は閉館）

### MOVIX六甲
1997年、松竹マルチプレックスシアターズが運営するシネマコンプレックス「MOVIX」の第1号館として当プラザ9階フロアにオープンした（7スクリーン、1419席）。兵庫県下にオープンした最初のシネマコンプレックスでもある。しかし市内に109シネマズHAT神戸やOSシネマズミント神戸といったシネコンが相次いで開業したことから業績が悪化し2010年1月31日をもって閉館した。

#### 座席数
- スクリーン1 - 209席
- スクリーン2 - 209席
- スクリーン3 - 168席
- スクリーン4 - 168席
- スクリーン5 - 341席（THX対応）
- スクリーン6 - 162席
- スクリーン7 - 162席

### シネウェーブ六甲
2010年7月3日、MOVIX六甲跡地が「シネウェーブ六甲」として再オープン。2011年11月30日に閉館した。
前身のシネコン（MOVIX六甲）閉館後、「地域に賑わいが必要」などとして、シネコン再開を求めるメールや投書が相次ぎ（約50 - 100件以上）、また神戸ファッションプラザのテナントや周辺の店舗からも、再開を熱望されていた。実際、神戸ファッションプラザに約50あるテナントの集客も約1割減少していた事から、地域の声に後押しされる形で神戸ファッションプラザ自らが、再開を決定した。
この為、再オープンに関しては、神戸ファッションプラザ自体が経営母体となり、オーエスに番組編成業務を、オーエス子会社のOSシネブラザーズに運営業務を委託する形をとっている。

#### MOVIX六甲からの主な改善点（公式発表分）
- 全スクリーンを「ホワイトスクリーン」から「パールスクリーン」に張り替え、「ホワイトスクリーン」比140％の輝度を確保。
- コンセッション（売店）を改装。250円で数種類のドリンクがお替わり自由（フリードリンク）に。
- トイレに温水便座と、各個室に呼び出し装置を設置。
- 現金支払いのみから、クレジットカードでの支払いも可能に（2010年8月より）。
- デジタル3Dシステムの導入（2010年秋より）。

#### 座席数
- スクリーン1 - 222席（車椅子専用 2席）
- スクリーン2 - 222席（車椅子専用 2席）
- スクリーン3 - 166席（車椅子専用 2席）
- スクリーン4 - 166席（車椅子専用 2席）
- スクリーン5 - 340席（車椅子専用 2席）
- スクリーン6 - 158席（車椅子専用 2席）
- スクリーン7 - 158席（車椅子専用 2席）

## 交通アクセス
- 六甲ライナー アイランドセンター駅 徒歩1分

## 周辺情報
- 神戸市立小磯記念美術館
- 神戸ファッションマート
- リバーモール
- シェラトンスクエア
- カナディアン・アカデミー